# Меркія
Меркія (Moerckia) — рід печеночників родини Moerckiaceae.
Рід був вперше описаний Gottsche..
Види цього роду зустрічаються в Північній півкулі.
види:
Moerckia hibernica (Hook.) Gottsche